# 寶慶戰鬥
寶慶戰鬥發生於1917年10月19日－21日，地點則是在中國湖南寶慶。是北洋政府時期內戰之一，交戰兩方為護國軍的廖家棟團及段祺瑞的朱澤黃旅及增援部隊，最後，朱澤黃獲勝，護法運動宣告失敗。